# Enare kyrkby
Enare (finska: Inari, enaresamiska: Aanaar, nordsamiska: Anár) är en kyrkby och tätort i kommunen med samma namn i Lappland i Finland. Det är hemort för Sametinget och för samemuseet Siida och är därmed centrum för samekulturen i Finland och framför allt för enaresamerna.
Enare by ligger vid sydvästra stranden av Enare träsk, Finlands tredje största sjö, cirka 37 kilometer nordväst om Enare kommuns centralort Ivalo, vid utloppet av Juutuanjoki. Riksväg 4 (Europaväg 75) går genom byn.
Pielpajärvi ödemarkskyrka, byggd 1760 och därmed en av de äldsta bevarade byggnaderna i finska Lappland, ligger knappt tio kilometer från den nuvarande kyrkbyn, vid platsen för enaresamernas tidigare vinterviste.

## Befolkningsutveckling
| Befolkningsutvecklingen i Enare kyrkoby 1960–2015 | Befolkningsutvecklingen i Enare kyrkoby 1960–2015 | Befolkningsutvecklingen i Enare kyrkoby 1960–2015 | Befolkningsutvecklingen i Enare kyrkoby 1960–2015 | Befolkningsutvecklingen i Enare kyrkoby 1960–2015 |
| ------------------------------------------------- | ------------------------------------------------- | ------------------------------------------------- | ------------------------------------------------- | ------------------------------------------------- |
|                                                   |                                                   |                                                   |                                                   |                                                   |
| År                                                |                                                   |                                                   | Folkmängd                                         | Landareal (km²)                                   |
| 1960                                              | 1960                                              |                                                   | 280                                               | 2,55                                              |
| 1970                                              | 1970                                              |                                                   | 428                                               | 1,77                                              |
| 1980                                              | 1980                                              |                                                   | 516                                               | 3,0                                               |
| 1990                                              | 1990                                              |                                                   | 540                                               | 2,26                                              |
| 1995                                              | 1995                                              |                                                   | 566                                               | 2,77                                              |
| 2000                                              | 2000                                              |                                                   | 539                                               | 3,08                                              |
| 2005                                              | 2005                                              |                                                   | 541                                               | 2,9                                               |
| 2010                                              | 2010                                              |                                                   | 496                                               | 2,36                                              |
| 2011                                              | 2011                                              |                                                   | 507                                               | 1,85                                              |
| 2012                                              | 2012                                              |                                                   | 508                                               | 1,95                                              |
| 2013                                              | 2013                                              |                                                   | 558                                               | 2,68                                              |
| 2014                                              | 2014                                              |                                                   | 581                                               | 2,68                                              |
| 2015                                              | 2015                                              |                                                   | 582                                               | 2,69                                              |